# Copa Sul-Americana de 2017
A Copa Sul-Americana de 2017, oficialmente nomeada CONMEBOL Sul-Americana 2017, foi a 16.ª edição da competição de futebol realizada anualmente pela Confederação Sul-Americana de Futebol (CONMEBOL). Participaram clubes das dez associações sul-americanas.
O Independiente, da Argentina, se sagrou campeão pela segunda vez da competição ao derrotar o Flamengo, do Brasil, por 2–1 no jogo de ida, em Avellaneda, e empatar em 1–1 no jogo de volta no Rio de Janeiro. Com o título o clube argentino ganhou o direito de disputar a fase de grupos da Copa Libertadores da América de 2018. Além disso, disputou a Recopa Sul-Americana de 2018 contra o Grêmio, vencedor da Copa Libertadores de 2017, e a Copa Suruga Bank de 2018.

## Mudanças
Em 2 de outubro de 2016 foi divulgado o novo formato do torneio, com disputa de fevereiro a dezembro e ocorrendo concomitante à Copa Libertadores da América. Os confrontos locais para clubes da Argentina e do Brasil foram suprimidos, com todos os clubes inicialmente classificados entrando a partir da primeira fase (anteriormente entravam diretamente na segunda fase).
O torneio foi expandido de 47 para 54 equipes, sendo que 44 delas entraram na primeira fase. As dez equipes restantes vieram transferidas da Copa Libertadores de 2017 (dois eliminados na terceira fase preliminar e os oito que terminarem em terceiro lugar na fase de grupos) e entraram na segunda fase. Anteriormente uma mesma equipe poderia se classificar para a Copa Libertadores e a Copa Sul-Americana no mesmo ano em algumas federações, mas as competições ocorriam em semestres distintos.

## Equipes classificadas
| País                  | Equipe                 | Classificação                                                                                               |
| --------------------- | ---------------------- | --- |
| Argentina · (6 vagas) | Independiente          | Melhor classificado do Campeonato Argentino 2016 não classificado para a Copa Libertadores 2017             |
| Argentina · (6 vagas) | Arsenal de Sarandí     | 2º melhor classificado do Campeonato Argentino 2016 não classificado para a Copa Libertadores 2017          |
| Argentina · (6 vagas) | Defensa y Justicia     | 3º melhor classificado do Campeonato Argentino 2016 não classificado para a Copa Libertadores 2017          |
| Argentina · (6 vagas) | Huracán                | 4º melhor classificado do Campeonato Argentino 2016 não classificado para a Copa Libertadores 2017          |
| Argentina · (6 vagas) | Gimnasia y Esgrima     | 5º melhor classificado do Campeonato Argentino 2016 não classificado para a Copa Libertadores 2017          |
| Argentina · (6 vagas) | Racing                 | 6º melhor classificado do Campeonato Argentino 2016 não classificado para a Copa Libertadores 2017          |
| Bolívia · (4 vagas)   | Bolívar                | Melhor classificado do Campeonato Boliviano 2015–16 não classificado para a Copa Libertadores 2017          |
| Bolívia · (4 vagas)   | Oriente Petrolero      | 2º melhor classificado do Campeonato Boliviano 2015–16 não classificado para a Copa Libertadores 2017       |
| Bolívia · (4 vagas)   | Nacional Potosí        | 3º melhor classificado do Campeonato Boliviano 2015–16 não classificado para a Copa Libertadores 2017       |
| Bolívia · (4 vagas)   | Petrolero              | 4º melhor classificado do Campeonato Boliviano 2015–16 não classificado para a Copa Libertadores 2017       |
| Brasil · (6 vagas)    | Corinthians            | Melhor classificado do Campeonato Brasileiro Série A 2016 não classificado para a Copa Libertadores 2017    |
| Brasil · (6 vagas)    | Ponte Preta            | 2º melhor classificado do Campeonato Brasileiro Série A 2016 não classificado para a Copa Libertadores 2017 |
| Brasil · (6 vagas)    | São Paulo              | 3º melhor classificado do Campeonato Brasileiro Série A 2016 não classificado para a Copa Libertadores 2017 |
| Brasil · (6 vagas)    | Cruzeiro               | 4º melhor classificado do Campeonato Brasileiro Série A 2016 não classificado para a Copa Libertadores 2017 |
| Brasil · (6 vagas)    | Fluminense             | 5º melhor classificado do Campeonato Brasileiro Série A 2016 não classificado para a Copa Libertadores 2017 |
| Brasil · (6 vagas)    | Sport                  | 6º melhor classificado do Campeonato Brasileiro Série A 2016 não classificado para a Copa Libertadores 2017 |
| Chile · (4 vagas)     | O'Higgins              | Perdedor do duelo entre os vice-campeões do Campeonato Chileno 2016                                         |
| Chile · (4 vagas)     | Palestino              | Melhor classificado do Torneio Apertura 2016 não classificado para a Copa Libertadores 2017                 |
| Chile · (4 vagas)     | Universidad de Chile   | 2º melhor classificado do Torneio Apertura 2016 não classificado para a Copa Libertadores 2017              |
| Chile · (4 vagas)     | Everton                | Melhor classificado da Copa Chile 2016 não classificado para a Copa Libertadores 2017                       |
| Colômbia · (4 vagas)  | Deportes Tolima        | Melhor classificado da Copa Colômbia 2016 não classificado para a Copa Libertadores 2017                    |
| Colômbia · (4 vagas)  | Deportivo Cali         | Melhor classificado do Campeonato Colombiano 2016 não classificado para a Copa Libertadores 2017            |
| Colômbia · (4 vagas)  | Patriotas              | 2º melhor classificado do Campeonato Colombiano 2016 não classificado para a Copa Libertadores 2017         |
| Colômbia · (4 vagas)  | Águilas Doradas        | 3º melhor classificado do Campeonato Colombiano 2016 não classificado para a Copa Libertadores 2017         |
| Equador · (4 vagas)   | LDU Quito              | Melhor classificado do Campeonato Equatoriano 2016 não classificado para a Copa Libertadores 2017           |
| Equador · (4 vagas)   | Deportivo Cuenca       | 2º melhor classificado do Campeonato Equatoriano 2016 não classificado para a Copa Libertadores 2017        |
| Equador · (4 vagas)   | Universidad Católica   | 3º melhor classificado do Campeonato Equatoriano 2016 não classificado para a Copa Libertadores 2017        |
| Equador · (4 vagas)   | Fuerza Amarilla        | 4º melhor classificado do Campeonato Equatoriano 2016 não classificado para a Copa Libertadores 2017        |
| Paraguai · (4 vagas)  | Cerro Porteño          | Melhor classificado do Campeonato Paraguaio 2016 não classificado para a Copa Libertadores 2017             |
| Paraguai · (4 vagas)  | Sol de América         | 2º melhor classificado do Campeonato Paraguaio 2016 não classificado para a Copa Libertadores 2017          |
| Paraguai · (4 vagas)  | Nacional               | 3º melhor classificado do Campeonato Paraguaio 2016 não classificado para a Copa Libertadores 2017          |
| Paraguai · (4 vagas)  | Sportivo Luqueño       | 4º melhor classificado do Campeonato Paraguaio 2016 não classificado para a Copa Libertadores 2017          |
| Peru · (4 vagas)      | Alianza Lima           | Melhor classificado do Campeonato Peruano 2016 não classificado para a Copa Libertadores 2017               |
| Peru · (4 vagas)      | Comerciantes Unidos    | 2º melhor classificado do Campeonato Peruano 2016 não classificado para a Copa Libertadores 2017            |
| Peru · (4 vagas)      | Sport Huancayo         | 3º melhor classificado do Campeonato Peruano 2016 não classificado para a Copa Libertadores 2017            |
| Peru · (4 vagas)      | Juan Aurich            | 4º melhor classificado do Campeonato Peruano 2016 não classificado para a Copa Libertadores 2017            |
| Uruguai · (4 vagas)   | Danubio                | Melhor classificado do Campeonato Uruguaio 2016 não classificado para a Copa Libertadores 2017              |
| Uruguai · (4 vagas)   | Defensor Sporting      | 2º melhor classificado do Campeonato Uruguaio 2016 não classificado para a Copa Libertadores 2017           |
| Uruguai · (4 vagas)   | Liverpool              | 3º melhor classificado do Campeonato Uruguaio 2016 não classificado para a Copa Libertadores 2017           |
| Uruguai · (4 vagas)   | Boston River           | 4º melhor classificado do Campeonato Uruguaio 2016 não classificado para a Copa Libertadores 2017           |
| Venezuela · (4 vagas) | Estudiantes de Caracas | Melhor classificado da Copa Venezuela 2016 não classificado para a Copa Libertadores 2017                   |
| Venezuela · (4 vagas) | Atlético Venezuela     | Melhor classificado do Torneio Clausura 2016 não classificado para a Copa Libertadores 2017                 |
| Venezuela · (4 vagas) | Caracas                | Melhor classificado da Campeonato Venezuelano 2016 não classificado para a Copa Libertadores 2017           |
| Venezuela · (4 vagas) | Deportivo Anzoátegui   | 2º melhor classificado do Campeonato Venezuelano 2016 não classificado para a Copa Libertadores 2017        |

Adicionalmente, dez equipes eliminadas da Copa Libertadores da América de 2017 foram transferidas para a Copa Sul-Americana, entrando a partir da segunda fase.
| Melhores equipes eliminadas na terceira fase |
| -------------------------------------------- |
| Olimpia                                      |
| Junior de Barranquilla                       |
| Equipes terceiro colocadas na fase de grupos |
| Estudiantes                                  |
| Santa Fe                                     |
| Independiente Medellín                       |
| Flamengo                                     |
| Atlético Tucumán                             |
| Libertad                                     |
| Chapecoense                                  |
| Deportes Iquique                             |

## Calendário
O calendário de cada fase foi divulgado em 21 de dezembro de 2016 e compreende as seguintes datas:
| Fase             | Ida                           | Volta                         |
| ---------------- | ----------------------------- | ----------------------------- |
| Primeira fase    | 28 de fevereiro a 1 de junho  | 28 de fevereiro a 1 de junho  |
| Segunda fase     | 27 de junho a 9 de agosto     | 27 de junho a 9 de agosto     |
| Oitavas de final | 22 de agosto a 21 de setembro | 22 de agosto a 21 de setembro |
| Quartas de final | 24 a 26 de outubro            | 31 de outubro a 2 de novembro |
| Semifinais       | 21 e 23 de novembro           | 28 e 30 de novembro           |
| Finais           | 6 de dezembro                 | 13 de dezembro                |

## Sorteio
O sorteio que determinou os cruzamentos da primeira fase da Copa Sul-Americana foi realizado em 31 de janeiro de 2017, no Centro de Convenções da CONMEBOL localizado em Luque, no Paraguai.
Para a segunda fase, onde entraram as equipes transferidas da Copa Libertadores da América de 2017, foi realizado um novo sorteio em 14 de junho.

## Primeira fase
A primeira fase foi disputada por 44 equipes, em partidas eliminatórias em ida e volta. Em caso de empate no placar agregado, a regra do gol fora de casa seria considerada e, persistindo a igualdade, a vaga seria definida na disputa por pênaltis.
| Chave | Equipe 1               | Total       | Equipe 2             | Ida | Volta |
| ----- | ---------------------- | ----------- | -------------------- | --- | ----- |
| G1    | Nacional Potosí        | 4–3         | Sport Huancayo       | 3–1 | 1–2   |
| G2    | Deportivo Cali         | 2–2 (gf)    | Sportivo Luqueño     | 1–0 | 1–2   |
| G3    | Petrolero              | 1–6         | Universidad Católica | 1–3 | 0–3   |
| G4    | LDU Quito              | 4–3         | Defensor Sporting    | 2–2 | 2–1   |
| G5    | Everton                | 1–1 (3–4 p) | Patriotas            | 1–0 | 0–1   |
| G6    | Estudiantes de Caracas | 3–10        | Sol de América       | 2–3 | 1–7   |
| G7    | Cerro Porteño          | 3–2         | Caracas              | 1–1 | 2–1   |
| G8    | Deportivo Anzoátegui   | 3–4         | Huracán              | 3–0 | 0–4   |
| G9    | Oriente Petrolero      | 2–2 (8–7 p) | Deportivo Cuenca     | 1–1 | 1–1   |
| G10   | Corinthians            | 4–1         | Universidad de Chile | 2–0 | 2–1   |
| G11   | Independiente          | 1–0         | Alianza Lima         | 0–0 | 1–0   |
| G12   | Ponte Preta            | 1–1 (gf)    | Gimnasia y Esgrima   | 0–0 | 1–1   |
| G13   | Boston River           | 4–2         | Comerciantes Unidos  | 3–1 | 1–1   |
| G14   | Juan Aurich            | 1–8         | Arsenal de Sarandí   | 0–2 | 1–6   |
| G15   | O'Higgins              | 1–2         | Fuerza Amarilla      | 1–0 | 0–2   |
| G16   | Deportes Tolima        | 2–2 (gf)    | Bolívar              | 2–1 | 0–1   |
| G17   | Palestino              | 1–1 (7–6 p) | Atlético Venezuela   | 0–1 | 1–0   |
| G18   | Sport                  | 3–3 (4–2 p) | Danubio              | 3–0 | 0–3   |
| G19   | Racing                 | 2–1         | Águilas Doradas      | 1–0 | 1–1   |
| G20   | Cruzeiro               | 3–3 (2–3 p) | Nacional             | 2–1 | 1–2   |
| G21   | Defensa y Justicia     | 1–1 (gf)    | São Paulo            | 0–0 | 1–1   |
| G22   | Fluminense             | 2–1         | Liverpool            | 2–0 | 0–1   |

## Segunda fase
A segunda fase foi disputada pelas 22 equipes classificadas da fase anterior mais as dez equipes transferidas da Copa Libertadores, em partidas eliminatórias em ida e volta. Em caso de empate no placar agregado, a regra do gol fora de casa seria considerada e, persistindo a igualdade, a vaga seria definida na disputa por pênaltis.
Equipes classificadas
Equipes classificadas da primeira fase
| - Nacional Potosí - Deportivo Cali - Universidad Católica - LDU Quito - Patriotas - Sol de América | - Cerro Porteño - Huracán - Oriente Petrolero - Corinthians - Independiente - Ponte Preta | - Boston River - Arsenal de Sarandí - Fuerza Amarilla - Bolívar - Palestino - Sport | - Racing - Nacional - Defensa y Justicia - Fluminense |

Melhores equipes eliminadas na terceira fase da Copa Libertadores da América de 2017
| - Olimpia - Junior de Barranquilla |

Equipes terceiro colocadas na fase de grupos da Copa Libertadores da América de 2017
| - Estudiantes - Santa Fe | - Independiente Medellín - Flamengo | - Atlético Tucumán - Libertad | - Chapecoense - Deportes Iquique |

| Chave | Equipe 1           | Total       | Equipe 2               | Ida | Volta |
| ----- | ------------------ | ----------- | ---------------------- | --- | ----- |
| O1    | Racing             | 6–3         | Independiente Medellín | 3–1 | 3–2   |
| O2    | Deportivo Cali     | 2–2 (2–3 p) | Junior de Barranquilla | 1–1 | 1–1   |
| O3    | Palestino          | 2–10        | Flamengo               | 2–5 | 0–5   |
| O4    | Nacional Potosí    | 0–3         | Estudiantes            | 0–1 | 0–2   |
| O5    | Independiente      | 6–3         | Deportes Iquique       | 4–2 | 2–1   |
| O6    | Bolívar            | 1–1 (5–6 p) | LDU Quito              | 1–0 | 0–1   |
| O7    | Ponte Preta        | 4–1         | Sol de América         | 1–0 | 3–1   |
| O8    | Fuerza Amarilla    | 1–2         | Santa Fe               | 1–1 | 0–1   |
| O9    | Huracán            | 1–7         | Libertad               | 1–5 | 0–2   |
| O10   | Sport              | 3–2         | Arsenal de Sarandí     | 2–0 | 1–2   |
| O11   | Fluminense         | 6–1         | Universidad Católica   | 4–0 | 2–1   |
| O12   | Oriente Petrolero  | 2–6         | Atlético Tucumán       | 2–3 | 0–3   |
| O13   | Nacional           | 3–3 (gf)    | Olimpia                | 1–1 | 2–2   |
| O14   | Defensa y Justicia | 1–1 (2–4 p) | Chapecoense            | 1–0 | 0–1   |
| O15   | Cerro Porteño      | 6–2         | Boston River           | 2–1 | 4–1   |
| O16   | Patriotas          | 1–3         | Corinthians            | 1–1 | 0–2   |

## Fase final
Os times que estão na parte superior do confronto possuem o mando de campo no primeiro jogo e em negrito os times classificados.
|  | Oitavas de final              | Oitavas de final              | Oitavas de final              | Oitavas de final              |   |            | Quartas de final              | Quartas de final              | Quartas de final              | Quartas de final              |  |          | Semifinais          | Semifinais          | Semifinais          | Semifinais          |               |   | Final              | Final              | Final              | Final              |
|  | 22 de agosto a 21 de setembro | 22 de agosto a 21 de setembro | 22 de agosto a 21 de setembro | 22 de agosto a 21 de setembro |   |            | 24 de outubro a 2 de novembro | 24 de outubro a 2 de novembro | 24 de outubro a 2 de novembro | 24 de outubro a 2 de novembro |  |          | 21 a 30 de novembro | 21 a 30 de novembro | 21 a 30 de novembro | 21 a 30 de novembro |               |   | 6 e 13 de dezembro | 6 e 13 de dezembro | 6 e 13 de dezembro | 6 e 13 de dezembro |
|  |                               |                               |                               |                               |   |            |                               |                               |                               |                               |  |          |                     |                     |                     |                     |               |   |                    |                    |                    |                    |
|  | Libertad                      | 1                             | 1                             | 2                             |   |            |                               |                               |                               |                               |  |          |                     |                     |                     |                     |               |   |                    |                    |                    |                    |
|  | Santa Fe                      | 0                             | 1                             | 1                             |   |            |                               |                               |                               |                               |  |          |                     |                     |                     |                     |               |   |                    |                    |                    |                    |
|  | Santa Fe                      | 0                             | 1                             | 1                             |   | Libertad   | 1                             | 0                             | 1                             |                               |  |          |                     |                     |                     |                     |               |   |                    |                    |                    |                    |
|  |                               |                               |                               |                               |   | Libertad   | 1                             | 0                             | 1                             |                               |  |          |                     |                     |                     |                     |               |   |                    |                    |                    |                    |
|  |                               | Racing                        | 0                             | 0                             | 0 |            |                               |                               |                               |                               |  |          |                     |                     |                     |                     |               |   |                    |                    |                    |                    |
|  | Corinthians                   | Racing                        | 0                             | 0                             | 0 | 1          | 0                             | 1                             |                               |                               |  |          |                     |                     |                     |                     |               |   |                    |                    |                    |                    |
|  | Corinthians                   |                               |                               |                               |   | 1          | 0                             | 1                             |                               |                               |  |          |                     |                     |                     |                     |               |   |                    |                    |                    |                    |
|  | Racing (gf)                   | 1                             | 0                             | 1                             |   |            |                               |                               |                               |                               |  |          |                     |                     |                     |                     |               |   |                    |                    |                    |                    |
|  | Racing (gf)                   | 1                             | 0                             | 1                             |   |            |                               |                               |                               |                               |  | Libertad | 1                   | 1                   | 2                   |                     |               |   |                    |                    |                    |                    |
|  |                               |                               |                               |                               |   |            |                               |                               |                               |                               |  | Libertad | 1                   | 1                   | 2                   |                     |               |   |                    |                    |                    |                    |
|  |                               | Independiente                 | 0                             | 3                             | 3 |            |                               |                               |                               |                               |  |          |                     |                     |                     |                     |               |   |                    |                    |                    |                    |
|  | Nacional                      | Independiente                 | 0                             | 3                             | 3 | 1          | 1                             | 2                             |                               |                               |  |          |                     |                     |                     |                     |               |   |                    |                    |                    |                    |
|  | Nacional                      |                               |                               |                               |   | 1          | 1                             | 2                             |                               |                               |  |          |                     |                     |                     |                     |               |   |                    |                    |                    |                    |
|  | Estudiantes                   | 0                             | 0                             | 0                             |   |            |                               |                               |                               |                               |  |          |                     |                     |                     |                     |               |   |                    |                    |                    |                    |
|  | Estudiantes                   | 0                             | 0                             | 0                             |   | Nacional   | 1                             | 0                             | 1                             |                               |  |          |                     |                     |                     |                     |               |   |                    |                    |                    |                    |
|  |                               |                               |                               |                               |   | Nacional   | 1                             | 0                             | 1                             |                               |  |          |                     |                     |                     |                     |               |   |                    |                    |                    |                    |
|  |                               | Independiente                 | 4                             | 2                             | 6 |            |                               |                               |                               |                               |  |          |                     |                     |                     |                     |               |   |                    |                    |                    |                    |
|  | Atlético Tucumán              | Independiente                 | 4                             | 2                             | 6 | 1          | 0                             | 1                             |                               |                               |  |          |                     |                     |                     |                     |               |   |                    |                    |                    |                    |
|  | Atlético Tucumán              |                               |                               |                               |   | 1          | 0                             | 1                             |                               |                               |  |          |                     |                     |                     |                     |               |   |                    |                    |                    |                    |
|  | Independiente                 | 0                             | 2                             | 2                             |   |            |                               |                               |                               |                               |  |          |                     |                     |                     |                     |               |   |                    |                    |                    |                    |
|  | Independiente                 | 0                             | 2                             | 2                             |   |            |                               |                               |                               |                               |  |          |                     |                     |                     |                     | Independiente | 2 | 1                  | 3                  |                    |                    |
|  |                               |                               |                               |                               |   |            |                               |                               |                               |                               |  |          |                     |                     |                     |                     |               | 2 | 1                  | 3                  |                    |                    |
|  |                               | Flamengo                      | 1                             | 1                             | 2 |            |                               |                               |                               |                               |  |          |                     |                     |                     |                     |               |   |                    |                    |                    |                    |
|  | Fluminense (gf)               | Flamengo                      | 1                             | 1                             | 2 | 1          | 1                             | 2                             |                               |                               |  |          |                     |                     |                     |                     |               |   |                    |                    |                    |                    |
|  | Fluminense (gf)               |                               |                               |                               |   | 1          | 1                             | 2                             |                               |                               |  |          |                     |                     |                     |                     |               |   |                    |                    |                    |                    |
|  | LDU Quito                     | 0                             | 2                             | 2                             |   |            |                               |                               |                               |                               |  |          |                     |                     |                     |                     |               |   |                    |                    |                    |                    |
|  | LDU Quito                     | 0                             | 2                             | 2                             |   | Fluminense | 0                             | 3                             | 3                             |                               |  |          |                     |                     |                     |                     |               |   |                    |                    |                    |                    |
|  |                               |                               |                               |                               |   | Fluminense | 0                             | 3                             | 3                             |                               |  |          |                     |                     |                     |                     |               |   |                    |                    |                    |                    |
|  |                               | Flamengo                      | 1                             | 3                             | 4 |            |                               |                               |                               |                               |  |          |                     |                     |                     |                     |               |   |                    |                    |                    |                    |
|  | Chapecoense                   | Flamengo                      | 1                             | 3                             | 4 | 0          | 0                             | 0                             |                               |                               |  |          |                     |                     |                     |                     |               |   |                    |                    |                    |                    |
|  | Chapecoense                   |                               |                               |                               |   | 0          | 0                             | 0                             |                               |                               |  |          |                     |                     |                     |                     |               |   |                    |                    |                    |                    |
|  | Flamengo                      | 0                             | 4                             | 4                             |   |            |                               |                               |                               |                               |  |          |                     |                     |                     |                     |               |   |                    |                    |                    |                    |
|  | Flamengo                      | 0                             | 4                             | 4                             |   |            |                               |                               |                               |                               |  | Flamengo | 2                   | 2                   | 4                   |                     |               |   |                    |                    |                    |                    |
|  |                               |                               |                               |                               |   |            |                               |                               |                               |                               |  | Flamengo | 2                   | 2                   | 4                   |                     |               |   |                    |                    |                    |                    |
|  |                               | Junior de Barranquilla        | 1                             | 0                             | 1 |            |                               |                               |                               |                               |  |          |                     |                     |                     |                     |               |   |                    |                    |                    |                    |
|  | Sport                         | Junior de Barranquilla        | 1                             | 0                             | 1 | 3          | 0                             | 3                             |                               |                               |  |          |                     |                     |                     |                     |               |   |                    |                    |                    |                    |
|  | Sport                         |                               |                               |                               |   | 3          | 0                             | 3                             |                               |                               |  |          |                     |                     |                     |                     |               |   |                    |                    |                    |                    |
|  | Ponte Preta                   | 1                             | 1                             | 2                             |   |            |                               |                               |                               |                               |  |          |                     |                     |                     |                     |               |   |                    |                    |                    |                    |
|  | Ponte Preta                   | 1                             | 1                             | 2                             |   | Sport      | 0                             | 0                             | 0                             |                               |  |          |                     |                     |                     |                     |               |   |                    |                    |                    |                    |
|  |                               |                               |                               |                               |   | Sport      | 0                             | 0                             | 0                             |                               |  |          |                     |                     |                     |                     |               |   |                    |                    |                    |                    |
|  |                               | Junior de Barranquilla        | 2                             | 0                             | 2 |            |                               |                               |                               |                               |  |          |                     |                     |                     |                     |               |   |                    |                    |                    |                    |
|  | Cerro Porteño                 | Junior de Barranquilla        | 2                             | 0                             | 2 | 0          | 1                             | 1                             |                               |                               |  |          |                     |                     |                     |                     |               |   |                    |                    |                    |                    |
|  | Cerro Porteño                 |                               |                               |                               |   | 0          | 1                             | 1                             |                               |                               |  |          |                     |                     |                     |                     |               |   |                    |                    |                    |                    |
|  | Junior de Barranquilla        | 0                             | 3                             | 3                             |   |            |                               |                               |                               |                               |  |          |                     |                     |                     |                     |               |   |                    |                    |                    |                    |

### Final
Jogo de ida
| 6 de dezembro | Independiente            | 2 – 1     | Flamengo | Estádio Libertadores de América, Avellaneda                         |
| 20:45 (UTC−3) | Gigliotti 28' · Meza 52' | Relatório | Réver 8' | Público: 50 000[carece de fontes?] Árbitro: PAR Mario Díaz de Vivar |

Jogo de volta
| 13 de dezembro | Flamengo          | 1 – 1     | Independiente   | Estádio do Maracanã, Rio de Janeiro        |
| 21:45 (UTC−2)  | Lucas Paquetá 29' | Relatório | Barco 39' (pen) | Público: 62 567 Árbitro: COL Wilmar Roldán |

## Premiação
| Copa Sul-Americana de 2017        |
| Argentina                         |
| --------------------------------- |
| Independiente Campeão (2° título) |

## Estatísticas
| Gols | Jogador             | Time                 |
| ---- | ------------------- | -------------------- |
| 5    | Felipe Vizeu        | Flamengo             |
| 5    | Jhon Cifuente       | Universidad Católica |
| 5    | Luis Rodríguez      | Atlético Tucumán     |
| 4    | André               | Sport                |
| 4    | Emmanuel Gigliotti  | Independiente        |
| 4    | Henrique Dourado    | Fluminense           |
| 4    | Leandro Fernández   | Independiente        |
| 4    | Maximiliano Freitas | Oriente Petrolero    |
| 4    | Óscar Cardozo       | Libertad             |
| 4    | Santiago Salcedo    | Libertad             |

| Assis. | Jogador           | Time                   |
| ------ | ----------------- | ---------------------- |
| 2      | Carlos Buitrago   | Estudiantes de Caracas |
| 2      | Éverton           | Flamengo               |
| 2      | Jesús Medina      | Libertad               |
| 2      | Jorge Luis Rojas  | Cerro Porteño          |
| 2      | Matías Defederico | Universidad Católica   |
| 2      | Tomás Rojas       | Sol de América         |

### Hat-tricks
| Jogador        | Clube                | Adversário             | Placar | Data        | Ref.   |
| -------------- | -------------------- | ---------------------- | ------ | ----------- | ------ |
| Jhon Cifuentes | Universidad Católica | Petrolero              | 3–0    | 30 de maio  | [ 11 ] |
| Isaac Díaz     | Sol de América       | Estudiantes de Caracas | 7–1    | 31 de maio  | [ 12 ] |
| Luis Rodríguez | Atlético Tucumán     | Oriente Petrolero      | 3–0    | 1 de agosto | [ 13 ] |

## Maiores públicos
Esses são os dez maiores públicos do campeonato:[carece de fontes?]
| Nº | Público | Mandante               | Placar | Visitante              | Estádio                 | Data            | Fase          | Ref.   |
| -- | ------- | ---------------------- | ------ | ---------------------- | ----------------------- | --------------- | ------------- | ------ |
| 1  | 62 567  | Flamengo               | 1–1    | Independiente          | Maracanã                | 13 de dezembro  | Final         | [ 8 ]  |
| 2  | 50 000  | Independiente          | 2–1    | Flamengo               | Libertadores de América | 6 de dezembro   | Final         |        |
| 3  | 45 977  | Fluminense             | 1–0    | LDU Quito              | Maracanã                | 14 de setembro  | Oitavas       |        |
| 4  | 45 000  | Independiente          | 3–1    | Libertad               | Libertadores de América | 28 de novembro  | Semifinal     |        |
| 5  | 41 804  | Flamengo               | 2–1    | Junior de Barranquilla | Maracanã                | 23 de novembro  | Semifinal     | [ 14 ] |
| 6  | 41 087  | Flamengo               | 3–3    | Fluminense             | Maracanã                | 1 de novembro   | Quartas       | [ 15 ] |
| 7  | 40 000  | Universidad de Chile   | 1–2    | Corinthians            | Nacional de Chile       | 10 de maio      | Primeira fase |        |
| 8  | 38 454  | Junior de Barranquilla | 0–2    | Flamengo               | Metropolitano           | 30 de novembro  | Semifinal     |        |
| 9  | 37 145  | Fluminense             | 2–0    | Liverpool              | Maracanã                | 5 de abril      | Primeira fase | [ 16 ] |
| 10 | 35 000  | LDU Quito              | 2–2    | Defensor Sporting      | Casa Blanca             | 28 de fevereiro | Primeira fase |        |
| 10 | 35 000  | Estudiantes            | 0–1    | Nacional               | Ciudad de La Plata      | 19 de setembro  | Oitavas       |        |

## Classificação geral
Oficialmente a CONMEBOL não reconhece uma classificação geral de participantes na Copa Sul-Americana. A tabela a seguir classifica as equipes de acordo com a fase alcançada e considerando os critérios de desempate.
| Classificação final             | Classificação final    | Classificação final | Classificação final | Classificação final | Classificação final | Classificação final | Classificação final | Classificação final | Classificação final | Classificação final | Classificação final |
| Pos.                            | Equipes                | P                   | J                   | V                   | E                   | D                   | GP                  | GC                  | SG                  |                     |                     |
| ------------------------------- | ---------------------- | ------------------- | ------------------- | ------------------- | ------------------- | ------------------- | ------------------- | ------------------- | ------------------- | ------------------- | ------------------- |
| Campeão                         |                        |                     |                     |                     |                     |                     |                     |                     |                     |                     |                     |
| 1                               | Independiente          | 26                  | 12                  | 8                   | 2                   | 2                   | 21                  | 9                   | +12                 |                     |                     |
| Vice-campeão                    |                        |                     |                     |                     |                     |                     |                     |                     |                     |                     |                     |
| 2                               | Flamengo               | 21                  | 10                  | 6                   | 3                   | 1                   | 24                  | 9                   | +15                 |                     |                     |
| Eliminados nas semifinais       |                        |                     |                     |                     |                     |                     |                     |                     |                     |                     |                     |
| 3                               | Libertad               | 17                  | 8                   | 5                   | 2                   | 1                   | 12                  | 5                   | +7                  |                     |                     |
| 4                               | Junior de Barranquilla | 10                  | 8                   | 2                   | 4                   | 2                   | 8                   | 7                   | +1                  |                     |                     |
| Eliminados nas quartas de final |                        |                     |                     |                     |                     |                     |                     |                     |                     |                     |                     |
| 5                               | Fluminense             | 13                  | 8                   | 4                   | 1                   | 3                   | 13                  | 8                   | +5                  |                     |                     |
| 6                               | Racing                 | 13                  | 8                   | 3                   | 4                   | 1                   | 9                   | 6                   | +3                  |                     |                     |
| 7                               | Nacional               | 11                  | 8                   | 3                   | 2                   | 3                   | 9                   | 12                  | –3                  |                     |                     |
| 8                               | Sport                  | 10                  | 8                   | 3                   | 1                   | 4                   | 9                   | 9                   | 0                   |                     |                     |
| Eliminados nas oitavas de final |                        |                     |                     |                     |                     |                     |                     |                     |                     |                     |                     |
| 9                               | Corinthians            | 12                  | 6                   | 3                   | 3                   | 0                   | 8                   | 3                   | +5                  |                     |                     |
| 10                              | Cerro Porteño          | 11                  | 6                   | 3                   | 2                   | 1                   | 10                  | 7                   | +3                  |                     |                     |
| 11                              | Ponte Preta            | 11                  | 6                   | 3                   | 2                   | 1                   | 7                   | 5                   | +2                  |                     |                     |
| 12                              | LDU Quito              | 10                  | 6                   | 3                   | 1                   | 2                   | 7                   | 6                   | +1                  |                     |                     |
| 13                              | Atlético Tucumán       | 9                   | 4                   | 3                   | 0                   | 1                   | 7                   | 4                   | +3                  |                     |                     |
| 14                              | Estudiantes            | 6                   | 4                   | 2                   | 0                   | 2                   | 3                   | 2                   | +1                  |                     |                     |
| 15                              | Santa Fe               | 5                   | 4                   | 1                   | 2                   | 1                   | 3                   | 3                   | 0                   |                     |                     |
| 16                              | Chapecoense            | 4                   | 4                   | 1                   | 1                   | 2                   | 1                   | 5                   | –4                  |                     |                     |
| Eliminados na segunda fase      |                        |                     |                     |                     |                     |                     |                     |                     |                     |                     |                     |
| Pos.                            | Times                  | P                   | J                   | V                   | E                   | D                   | GP                  | GC                  | SG                  |                     |                     |
| 17                              | Arsenal de Sarandí     | 9                   | 4                   | 3                   | 0                   | 1                   | 10                  | 4                   | +6                  |                     |                     |
| 18                              | Sol de América         | 6                   | 4                   | 2                   | 0                   | 2                   | 11                  | 7                   | +4                  |                     |                     |
| 19                              | Universidad Católica   | 6                   | 4                   | 2                   | 0                   | 2                   | 7                   | 7                   | 0                   |                     |                     |
| 20                              | Bolívar                | 6                   | 4                   | 2                   | 0                   | 2                   | 3                   | 3                   | 0                   |                     |                     |
| 21                              | Deportivo Cali         | 5                   | 4                   | 1                   | 2                   | 1                   | 4                   | 4                   | 0                   |                     |                     |
| 22                              | Defensa y Justicia     | 5                   | 4                   | 1                   | 2                   | 1                   | 2                   | 2                   | 0                   |                     |                     |
| 23                              | Fuerza Amarilla        | 4                   | 4                   | 1                   | 1                   | 2                   | 3                   | 3                   | 0                   |                     |                     |
| 24                              | Boston River           | 4                   | 4                   | 1                   | 1                   | 2                   | 6                   | 8                   | –2                  |                     |                     |

| Eliminados na segunda fase  |                        |   |   |   |   |   |    |    |    |
| Pos.                        | Times                  | P | J | V | E | D | GP | GC | SG |
| 25                          | Patriotas              | 4 | 4 | 1 | 1 | 2 | 2  | 4  | –2 |
| 26                          | Nacional Potosí        | 3 | 4 | 1 | 0 | 3 | 4  | 6  | –2 |
| 27                          | Huracán                | 3 | 4 | 1 | 0 | 3 | 5  | 10 | –5 |
| 28                          | Palestino              | 3 | 4 | 1 | 0 | 3 | 3  | 11 | –8 |
| 29                          | Olimpia                | 2 | 2 | 0 | 2 | 0 | 3  | 3  | 0  |
| 30                          | Oriente Petrolero      | 2 | 4 | 0 | 2 | 2 | 4  | 8  | –4 |
| 31                          | Deportes Iquique       | 0 | 2 | 0 | 0 | 2 | 3  | 6  | –3 |
| 31                          | Independiente Medellín | 0 | 2 | 0 | 0 | 2 | 3  | 6  | –3 |
| Eliminados na primeira fase |                        |   |   |   |   |   |    |    |    |
| 33                          | Cruzeiro               | 3 | 2 | 1 | 0 | 1 | 3  | 3  | 0  |
| 33                          | Danubio                | 3 | 2 | 1 | 0 | 1 | 3  | 3  | 0  |
| 35                          | Deportes Tolima        | 3 | 2 | 1 | 0 | 1 | 2  | 2  | 0  |
| 35                          | Sportivo Luqueño       | 3 | 2 | 1 | 0 | 1 | 2  | 2  | 0  |
| 37                          | Atlético Venezuela     | 3 | 2 | 1 | 0 | 1 | 1  | 1  | 0  |
| 37                          | Everton                | 3 | 2 | 1 | 0 | 1 | 1  | 1  | 0  |
| 39                          | Deportivo Anzoátegui   | 3 | 2 | 1 | 0 | 1 | 3  | 4  | –1 |
| 39                          | Sport Huancayo         | 3 | 2 | 1 | 0 | 1 | 3  | 4  | –1 |
| 41                          | Liverpool              | 3 | 2 | 1 | 0 | 1 | 1  | 2  | –1 |
| 41                          | O'Higgins              | 3 | 2 | 1 | 0 | 1 | 1  | 2  | –1 |
| 43                          | Deportivo Cuenca       | 2 | 2 | 0 | 2 | 0 | 2  | 2  | 0  |
| 44                          | Gimnasia y Esgrima     | 2 | 2 | 0 | 2 | 0 | 1  | 1  | 0  |
| 44                          | São Paulo              | 2 | 2 | 0 | 2 | 0 | 1  | 1  | 0  |
| 46                          | Defensor Sporting      | 1 | 2 | 0 | 1 | 1 | 3  | 4  | –1 |
| 47                          | Caracas                | 1 | 2 | 0 | 1 | 1 | 2  | 3  | –1 |
| 48                          | Águilas Doradas        | 1 | 2 | 0 | 1 | 1 | 1  | 2  | –1 |
| 49                          | Alianza Lima           | 1 | 2 | 0 | 1 | 1 | 0  | 1  | –1 |
| 50                          | Comerciantes Unidos    | 1 | 2 | 0 | 1 | 1 | 2  | 4  | –2 |
| 51                          | Universidad de Chile   | 0 | 2 | 0 | 0 | 2 | 1  | 4  | –3 |
| 52                          | Petrolero              | 0 | 2 | 0 | 0 | 2 | 1  | 6  | –5 |
| 53                          | Estudiantes de Caracas | 0 | 2 | 0 | 0 | 2 | 3  | 10 | –7 |
| 54                          | Juan Aurich            | 0 | 2 | 0 | 0 | 2 | 1  | 8  | –7 |